# Nuestra tierra (partido político)
Nuestra tierra (en alemán: Unser land) es un partido político en la región francesa de Alsacia, fundado en 2009. Es miembro de la Fédération Régions et Peuples Solidaires en Francia y de la Alianza Libre Europea de la Unión Europea.
Fue fundado luego de la fusión de Unión del Pueblo Alsaciano y Fer's Elsass en 2009.